# شعب العزب (القفر)

تعديل مصدري - تعديل

شعب العزب محلة تابعة لقرية مدحج السافل، التابعة لعزلة مدحجين بمديرية القفر إحدى مديريات محافظة إب في الجمهورية اليمنية، بلغ تعداد سكانها 26 حسب تعداد اليمن لعام 2004.